# Dirk van Bronckhorst-Batenburg (1478-1549)

wapen van Bronckhorst-Batenburg

Dirk II van Bronkhorst-Anholt-Angeraen (20 januari 1478 - 22 juli 1549) was een zoon van Dirk I van Bronckhorst-Anholt-Angeraen (1429-1488) heer van Anholt, Angeraen en Vronenbroek en Aleida van Alpen-Hönnepel (1445-1500).
Dirk werd in opvolging van zijn vader heer van Anholt en Angeraen.

## Huwelijk en kinderen
Hij trouwde in 1503 met Anna van Wickede vrouwe van Assel en Moyland (1487-1551). Zij was een dochter van Dirk de Wickede (- 25 mei 1541) heer van Moyland en Catharina "Anna" van Wylich vrouwe van Moyland. Uit zijn huwelijk werd geboren:
- Dirk III van Bronkhorst-Batenburg heer van Anholt en Moyland (22 mei 1504 - 9 januari 1586). Hij trouwde op 12 februari 1548 met Elisabeth de Noyelles (-1559)
- Elbert van Bronckhorst-Angeraen (Moyland, 1 juli 1507 - (Hongarije, 1529)
- Hendrik van Bronckhorst-Angeraen (Moyland, 2 mei 1510 - Wageningen, 16 april 1536)
- Aleida van Bronkhorst-Batenburg (11 maart 1512-1590). Zij trouwde met Jan van Renesse (1506 - Utrecht, 8 mei 1553) heer van Wulven en Wilp. Hij was een zoon van Jan van Renesse (1470-1535) en Aleid Freijs van Kuinre (Rhenen, 1473-).
- Clara van Bronkhorst-Batenburg (30 juli 1513 - Luttikenhof in het kerspel Everswinkel, 25 april 1541). Zij trouwde met Reinier van Raesfeld heer van Luttikenhof (-1561). Hij was een zoon van Reyner van Raesfeldt en Heylwich van Haeften.
- Otto van Bronckhorst-Angeraen (Kranenburg, 1 mei 1516 - Kranenburg, voor 1517)
- Otto van Bronckhorst-Angeraen (22 maart 1517 - Kalkar, 1517)
- Margareta van Bronkhorst-Batenburg (18 februari 1518 - 14 september 1546). Zij trouwde op 9 oktober 1543 met Johann von der Hoevelich (-1565)
- Jacob van Bronckhorst-Angeraen (24 juli 1520 - 1520)
- Catherine van Bronkhorst-Batenburg (29 december 1525-22 september 1605. Zij trouwde in 1552 met Jan V van Renesse (1505-1561)